# Nicomedes (wiskundige)

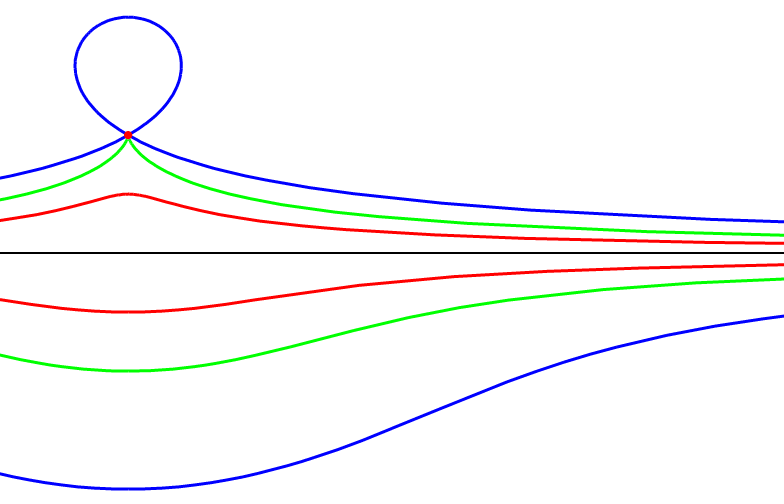
Conchoïden van lijnen met een gezamenlijk centrum.

Nicomedes (Oudgrieks: Νικομήδης) (ca. 280 v.Chr. - ca. 210 v.Chr.) was een Griekse wiskundige uit de oudheid.

## Leven en werk
Er is bijna niets bekend van zijn leven, behalve van referenties aan zijn werk. We weten dat hij rond of vlak na de tijd van Eratosthenes leefde, omdat hij de methode van Eratosthenes voor verdubbeling van de kubus bekritiseerde. Er is ook bekend dat Apollonius van Perga de curve van zijn hand de "zuster van de conchoïde" noemde, wat suggereert dat hij het vernoemde naar de toen al bekende curve van Nicomedes. Uit dit kan afgeleid worden dat Nicomedes na Eratosthenes, maar voor Apollonius leefde.
Zoals vele geometrici van zijn tijd trachtte Nicomedes een oplossing te vinden voor het probleem van de verdubbeling van de kubus en de driedeling van de hoek. Beide problemen, zo weten we nu, zijn onmogelijk op te lossen met de gereedschappen van de klassieke geometrie. Tijdens zijn onderzoek maakte Nicomedes de conchoïde die zijn naam draagt, een ontdekking die bevat is in zijn werk genaamd Over conchoïdale lijnen. Nicomedes onderscheidde drie typen van conchoïden, maar wat deze conchoïden waren, is onbekend. Pappus schreef: "Nicomedes deelde elke rechtlijnige hoek in drieën met behulp van de conchoïdale curven, waarvan hij de constructie, volgorde en eigenschappen aan ons naliet, aangezien hij zelf de ontdekker was van hun eigenaardige kwaliteit".
Nicomedes gebruikte ook de quadratrix van Hippias om een cirkel te kwadrateren, aangezien volgens Pappus, "Voor het kwadrateren van de cirkel werd door Dinostratus, Nicomedes en bepaalde andere latere personen een specifieke curve die zijn naam kreeg van deze eigenschap, aangezien het door hen de kwadraat-vormer genoemd wordt". Eutocius vermeldt dat Nicomedes "buitengewoon trots op zichzelf was vanwege zijn ontdekking van deze curve, en het vergeleek met het mechanisme van Eratosthenes, waartegen hij formeel en uitvoerig bezwaar maakte, met als argumenten dat het onuitvoerbaar was en geheel buiten de geest van de geometrie lag".